# Semillas
Semillas – gmina w Hiszpanii, w prowincji Guadalajara, w Kastylii-La Mancha, o powierzchni 49,91 km². W 2011 roku gmina liczyła 39 mieszkańców.